# Salvador do Monte
Salvador do Monte is een plaats (freguesia) in de Portugese gemeente Amarante en telt 1 154 inwoners (2001).